# Chipatá
Chipatá es un municipio colombiano del departamento Santander ubicado en la Provincia de Vélez. Es conocido porque en su territorio se celebró la primera misa de la expedición de Gonzalo Jiménez de Quesada, el 2 de febrero de 1537. Entre sus festividades se destaca la Fiesta del Maíz, que se celebra en el mes de octubre.

## Historia
Fue el primer municipio fundado en el departamento de Santander, en 1537. Desde allí partió Gonzalo Jiménez de Quesada con rumbo a las poblaciones del interior. Tras su paso por el nororiente colombiano, comenzó el proceso de mestizaje entre los conquistadores europeos y las comunidades nativas de la región, entre ellas los agataes y los Guanes, pueblo aborigen que dominaba esta zona de la cordillera oriental.
En Chipatá se celebró la primera misa de la expedición de Gonzalo Jiménez de Quesada, el 2 de febrero de 1537, por fray Domingo de las Casas, capellán de dicha expedición.

## División Político-Administrativa
Además de su Cabecera municipal. Chipatá tiene bajo su jurisdicción un Centro poblado: Puente Grande.
El municipio de Chipatá se divide en 12 veredas, entre las cuales están: El Papayo, Mulatal, Batán, Tubavita, Llano de San Juan, Tierra Negra, El Hatillo, Salitre Seco, Mirabuenos, Centro, Toroba, Cruces, San Miguel.

## Coordenadas
- Latitud: 6°3′0″ N.
- Longitud: 73°37′59″ O.
- Altitud: 1820 metros sobre el nivel del mar.

### Límites
- Norte: El Peñón y La Paz.
- Sur: Vélez.
- Oriente: Güepsa.
- Occidente: Vélez.

## Lugares de interés
En el área urbana se pueden encontrar la iglesia del Santo Ecce Homo, la casa de la cultura, el Instituto Agropecuario y la alcaldía municipal. Igualmente, el centro de salud. También cuenta con sitios turísticos e históricos que se distinguen por su belleza y atracción natural, como son la piscina Villa Rural Ágata, que tiene a su lado una quebrada natural de la vereda El Papayo, la Cueva de los Indios en la vereda Tubavita, y el Pozo de las Golondrinas en la misma vereda, la Cueva de los Ceniceros en la vereda de salitre seco, la Cueva de la Fábrica en la vereda El Papayo, las piedras del molino en la vereda El Hatillo. Pailitas: una formación natural en la vereda Tierra Negra, Pozo Azul, aposentos en la vereda Centro, La Chorrera y muchos otros más.

## Costumbres y tradiciones
El día domingo es el acostumbrado para la celebración de la misa, vender y acceder al mercado. 
Entre sus platos típicos están la chicha, los molidos, la mazamorra, la arepa de maíz pelado, el Masato y el piquetico chipateño.
- La leyenda de las Piedras del Molino o el Molino del Diablo: Las Piedras del Molino, también conocidas como Molino del Diablo, están ubicadas en la vereda El Hatillo, desde el Picacho de Pailas hasta la Cordillera de Guepsa, cuenta la leyenda local que el diablo tenía en este sector sus cultivos: "Un día, queriendo fabricar su propio molino, le aseguró a San Pedro que no necesitaba de ninguna religión, pero San Pedro le apostó que al construir el molino quedaría una cruz, y el diablo labró los fondos llamados hoy pailitas, labró la pesebrera de las mulas y dos piedras grandes para las masas, pero al armar la balanza observó la cruz. Enfurecido, dio una gran patada y desbarató el molino; las piedras taladas están entre sí y las pailas están ubicadas en la quebrada".
- La Fiesta del Maíz de Chipatá[5] es una celebración tradicional que honra la importancia cultural y agrícola del maíz en la región. Con desfiles coloridos, música autóctona, danzas ancestrales y una variada gastronomía basada en este cultivo, la festividad refuerza la identidad comunitaria y preserva las tradiciones locales.